# Karl Ferdinand Becker (lingvist)
Karl Ferdinand Becker, född den 14 april 1775, död den 4 september 1849, var en tysk språkforskare.
Becker skrev Deutsche Sprachlehre (2 band 1827-29), utökad under titeln Ausführliche deutsche Grammatik (3 band, 1836-39, 2:a upplagan 1870), utökad under titeln Ausführliche deutsche Grammatik (3 band, 1836-39, 2:a upplagan 1870). Medan studiet av den hittills skett utifrån de av Johann Christoph Adelung utstakade banorna, införde Becker en mer logisk ståndpunkt i sina studier, och fick under 1840- och 1850-talen ett stort inflytande på språkforskningen även i Sverige.